# Capo Buru

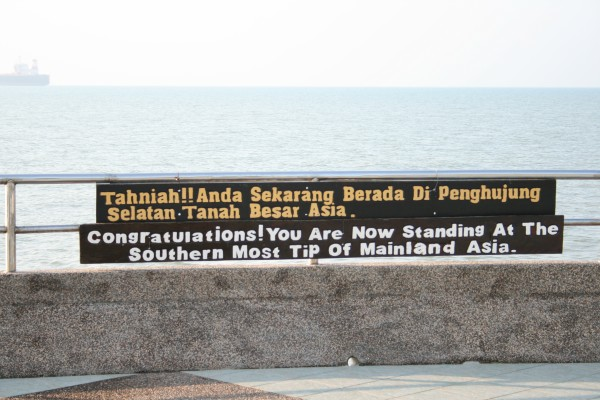
Cartello sul capo

Capo Buru o Capo Piai (in malese Tanjung Piai) è il capo più meridionale della Penisola malese, e di conseguenza dell'intero continente asiatico. È situato nello stato malaysiano di Johor, antistante all'arcipelago di Singapore.
A 0,33 miglia nautiche a sud del capo, ai margini delle secca, si trova una torre faro alta 15 metri che lampeggia ogni 3 secondi e ospita un segnale radar transponder che trasmette la lettera Morse "M".
È un sito importante per l'ecoturismo, essendo una delle cinque aree naturali malaysiane che fanno parte della Convenzione di Ramsar. Ospita una foresta di mangrovia, protetta da un parco nazionale, e vi nidificano molte specie di uccelli.